# The Carla Bley Big Band Goes to Church
Albums de Carla Bley
Songs with Legs
(1994) Fancy Chamber Music
(1997)
The Carla Bley Big Band Goes to Church est un album live de la pianiste et compositrice de jazz américaine Carla Bley, sorti en 1996 chez Watt/ECM.

## À propos de l'album
L'album a été enregistré dans l'église San Francesco al Prato de Pérouse, à l'occasion du festival Umbria Jazz 1996. Le titre ne fait référence qu'à ce lieu, le répertoire n'étant pas religieux. 
Setting Calvin's Waltz, un blues qui se déploie sur près de 24 minutes, est une commande du Berlin Jazz Festival. Le triptyque qui suit début avec Exaltation, composé par Carl Ruggles, et se poursuit avec Religious Experience et Major de Bley, qui joue avec l'Hallelujah de Haendel. Beads est une commande du Carnegie Hall Jazz Band.

## Réception critique
Pour Stacia Proefrock (AllMusic), « l'album démontre la spontanéité, la flexibilité et la légèreté de Bley […]. Sans être aussi expérimental que ses opus précédents, cet album fait partie de ses meilleurs des années 1990 ». Pour Tyran Grillo, cet album est un des meilleurs du big band de Carla Bley en live.

## Liste des pistes
Toute la musique est composée par Carla Bley.
| No | Titre                                                                           | Durée |
| -- | ------------------------------------------------------------------------------- | ----- |
| 1. | Setting Calvin's Waltz                                                          | 23:51 |
| 2. | Exaltation/Religious Experience/Major (Exaltation est composé par Carl Ruggles) | 9:33  |
| 3. | One Way                                                                         | 8:29  |
| 4. | Beads                                                                           | 8:27  |
| 5. | Permanent Wave                                                                  | 10:07 |
| 6. | Who Will Rescue You?                                                            | 7:25  |

## Musiciens
- Carla Bley : piano
- Lew Soloff (en), Guy Barker (en), Claude Deppa (en), Steve Waterman (en) : trompette
- Gary Valente, Pete Beachill, Chris Dean : trombone
- Richard Henry : trombone basse
- Roger Janotta : flûte, saxophone soprano et alto
- Wolfgang Puschnig : saxophone alto
- Andy Sheppard, Jerry Underwood : saxophone ténor
- Julian Argüelles (en) : saxophone baryton
- Karen Mantler : orgue, harmonica
- Steve Swallow - guitare basse
- Dennis Mackrel (en) : batterie